# Використання багнетів для контролю натовпу

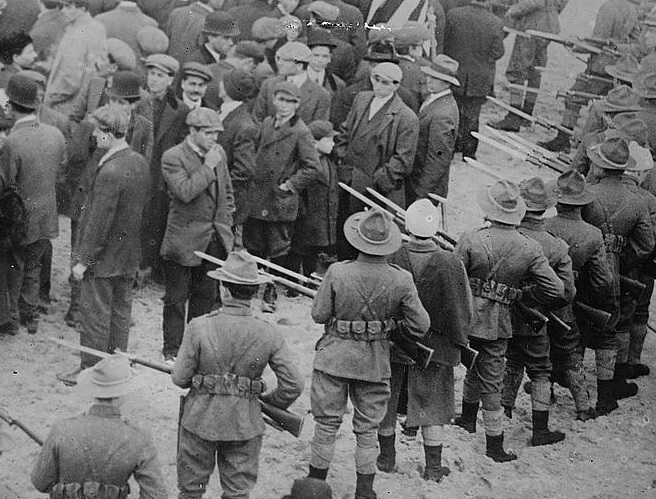
Національна гвардія Массачусетса тримає у положенні «до бою» багнети на гвинтівках, стримуючи страйкарів. Лоуренс, штат Массачусетс, 1912.

Використання багнетів для контролю натовпу передбачає застосування або демонстрацію багнетів силами правоохорони для зупинки, розгону або залякування натовпу при масових заворушеннях. Їх використання в сучасний час головним чином пов'язане з їхнім психологічним ефектом, що дозволяє заспокоїти агресивний натовп або запобігти просуванню натовпу певним маршрутом.
Окрім використання на війні, багнет має довгу історію як зброя, що застосовувалася для контролю над непокірним натовпом. До появи зброї нелетальної дії поліція та військові сили, залучені до боротьби з заворушеннями, зазвичай обмежувалися стрільбою бойовими набоями або використанням багнетів чи шабель.
У сучасності багнети можуть використовуватися заради психологічного ефекту для заспокоєння агресивного натовпу, або для унеможливлювання його просування певними вулицями, блокуючи їх рядами поліції чи солдатів, які тримають багнети з гвинтівками в положенні «до бою» (en garde). Тим не менш, дійсна ефективність багнетів для контролю натовпу була поставлена під сумнів.

## Історичне застосування по країнах

### Бурунді
Згідно зі свідченнями очевидців та Human Rights Watch, поліція Бурунді використовувала багнети для контролю натовпу в ході невдалої спроби державного перевороту в Бурунді 2015 року.

### Китай
За деякими даними, солдати агресивно застосовували багнети проти протестувальників під час протестів на площі Тяньаньмень 1989 року.

### Південна Корея
Під час повстання у Кванджу 1980 року деякі лікарі стверджували, що лікували людей, яких солдати армії Республіки Корея поранили багнетами.

### Велика Британія

#### Індія
Армія Британської Індії широко використовувала багнети в операціях з контролю натовпу.

#### Ірландія
В Ірландії протягом XIX століття ірландська поліція використовувала атаку багнетами, щоб примусити натовп розбігтися. У липні 1881 року одна людина під час подібних дій загинула від поранення поліцейським багнетом.

#### Гонконг
Британська армія продовжувала використовувати багнет як зброю для контролю натовпу у XX столітті, застосовуючи його під час заворушень у Гонконзі 1956 року.

### США
Під час Нью-Йоркських заворушень у 1863 році армія США застосувала багнети проти некерованих натовпів. Під час протестів проти лісозаготівлі в Такомі, штат Вашингтон, у 1935 році, Національна гвардія Вашингтона з багнетами у бойовому положенні наступала на пікетувальників, змушуючи їх відійти від Федеральної будівлі.
Під час перегляду Польових інструкцій армії США у 1968 році Міністр армії США запропонував виключити опис багнета як зброї для контролю натовпу; однак вище керівництво армії виступило проти цієї зміни. Дослідження, проведене того року Організацією з дослідження людських ресурсів, дійшло висновку, що багнет «є дуже цінним як зброя для контролю заворушень», а опитування особового складу, залученого до військових миротворчих операцій, повідомило, що його найціннішою властивістю є психологічний вплив на натовп.
Зрештою досягнуто компромісу, згідно з яким використання багнета дозволено у випадках протидії агресивним натовпам, але не при звичайному контролі натовпу.
Два роки по тому, під час протестів, які призвели до стрілянини в Кенті у 1970 році, двоє людей зазнали поранень від багнетів солдатів Національної гвардії Огайо.
У виданні Польового посібника армії США № 19-15 «Громадські заворушення» 2004 року військам, які виконують стримування агресивних натовпів, пропонується вишикуватися в кілька ліній. Перша лінія має бути озброєна кийками, а друга лінія — багнетами, закріпленими на гвинтівках, які слід тримати в безпечному положенні (стволом вгору). Згідно з посібником, «у цьому піднятому положенні багнети може бути видно учасникам заворушень, які перебувають у задніх рядах натовпу. Вигляд багнетів може створити враження сили та чисельної переваги правоохоронців».